# زن داداش (فیلم ۱۹۹۱)
زن داداش (به هندی: Bhabhi) فیلمی محصول سال ۱۹۹۱ و به کارگردانی کیشور ویاس است. در این فیلم بازیگرانی همچون گوویندا، بهانوپریا، جوهی چاولا، زیبا بختیار، گلشن گروور ایفای نقش کرده‌اند.